# 老舗花重
花重本店（はなじゅうほんてん、Hanaju Honten Co.,Ltd.）は、東京都台東区谷中7丁目5番27号に所在する、1877年（明治10年）建築の歴史的建造物（店舗）。

## 概要
花重店舗は、1874年（明治7年）に開園した谷中墓地（現・谷中霊園）内に、3年後の1877年（明治10年）に生花問屋として開業した。創業時から墓参り用の供花を手掛け、著名人の関係者からは一対の竹筒に生花を挿す「筒花」をよく頼まれ、晩年の渋沢栄一も徳川慶喜の命日前に店を訪れ、筒花を注文したという。
横山大観夫妻や、愛犬を連れた彫刻家・朝倉文夫もよく来店していたという。
1階は花屋として営業し、2階が居室として使われていた。
谷中墓地は、当時、感応寺（現・天王寺）の寺域であったことから、江戸・明治期の谷中の景観を伝える建物と考えられ、花重の建物調査をした「たいとう歴史都市研究会」によると、建築時から同じ商売を続ける明治期の建物は希少で、時代のうねりを見守ってきた証人とも考えられている。
2016年（平成28年）に、国の登録有形文化財（建造物）に登録された。
2022年（令和4年）全面リニューアルに向け建物、歴史調査、リニューアル工事を開始。

## 沿革
- 1870年（明治3年） - 初代・関江重三郎、現在地に生花問屋花重を創業。
- 1877年  (明治10年)  - 現在の店舗を建築。
- 1924年（大正13年） - 卸売業に転換。
- 1947年（昭和22年） - 小売業に転換。
- 1953年（昭和28年） - 株式会社花重商店設立。
- 1965年（昭和40年） - 東京フラワーデザインセンター開設。
- 1970年（昭和45年） - 創業100年を機に、株式会社老舗花重に社名変更。
- 1972年（昭和47年） - 日本フロリスト養成学校開設。
- 1987年（昭和62年） - 三代目・関江重三郎、昭和の名工及び卓越技能者で業界第1号で労働省表彰。
- 2016年（平成28年） - 先代の頃からの借金が嵩んで経営悪化し、その頃、10数人いた社員を一斉解雇[1]。
- 2020年（令和2年）- 4月に三代目店主が急逝したため、やむなく、6月に一旦閉店するも、4代目店主である中瀬いくよは「明治期の建物を残し、伝統技術を伝えなさい」といった父親との約束が頭から離れず、知人からの激励もあり、「続けることは宿命」と思い直し、地元の不動産関連会社が「歴史ある土地と店を守ろう」と支援を行い、同年10月に新会社を立ち上げて花重の経営を受け継ぐことになった。店主は「ずっとご先祖様に見守られている気がしている」という[1]。
- 2022年（令和4年）- 1月末から外観はそのまま生かす形で耐震化などの改修を始め、今後は店主の娘やアルバイト3人とともに営業を続けながら、フラワースクールの再開も目指し、春にリニューアルし、夏に運営会社が裏手にカフェを開く考えもあるとしていた[1]。
- 2023年（令和5年）3月3日-改装中は台東区根岸の仮店舗にて営業していたが、約3年のリニューアル工事の末、谷中にて営業開始。尚、建物に併設するカフェはこの時点で未完成だったが、改修計画である「花重リノベーション」は竣工し、同年7月22日の開業に先立ち、前日である7月21日に内覧会が開かれた[2]。

## 文化財
登録有形文化財（建造物）
花重店舗
登録年月日:2003年（平成15年）1月31日、種別:住宅/建築物、登録基準:国土の歴史的景観に寄与しているもの。
年代:1877年（明治10年）建築、木造2階建、瓦葺、建築面積37m2。

## 交通
鉄道
日暮里駅より450ｍ徒歩6分
- 山手線
- 京浜東北線
- 常磐線
- 日暮里・舎人ライナー

## 関連文献
- 東京都教育委員会『東京都の近代和風建築 東京都近代和風建築総合調査報告書』「花重」東京都教育庁地域教育支援部管理課、2009年